# Norvičský voláč
Norvičský voláč je plemeno holuba domácího, vyšlechtěné pro velké a dokonale kulaté vole. Je to čistě okrasné plemeno. Trvalé nafouknutí volete jej řadí mezi voláče, kde patří k voláčům středně velkým. Je to poměrně útlý pták s výrazně vzpřímenou postavou, středně dlouhýma nohama a opravdu výraznou volatostí. V seznamu plemen EE je zařazen mezi voláče a to pod číslem 0306.

## Charakteristika
Předkové norvičského voláče údajně pochází z Holandska, nicméně toto plemeno bylo v Anglii chováno už v polovině 16. století. Norvičský voláč tak patří mezi nejstarší anglická plemena holubů. Je to poměrně malý voláč, celková délka těla činí asi 37 cm, takže je velikostně srovnatelný s voláčem brněnským. Má výrazně vzpřímenou postavu, trup svírá se zemí úhel až 60°. Má kulatou hlavu s širším a dobře klenutým čelem, oči bývají většinou oranžové až červené, jen bílí holubi mají oči vikvové. Krk je velmi dlouhý a poskytuje tak dostatečný prostor pro  nejvýraznější exteriérový znak tohoto plemene: velmi velké a kulaté vole. Kulovité rozšíření volete pokračuje i na zadní část krku. Rozvoj volatosti činí z norvičského voláče jednoho z nejdokonalejších plemen voláčů vůbec. Trup je zvláště ve srovnání s voletem poměrně malý, ale hrudník je mnohem širší, než u stejně velkého brněnského či zakrslého anglického voláče. Křídla jsou dobře složená a leží na ocase, přičemž konce křídel dosahují skoro konce ocasu. Ten je naopak spíše kratší a nesený v linii hřbetu. Středně dlouhé nohy mají neopeřené běháky či prsty.
Opeření je krátké a dobře přilehlé. Barva opeření není pro hodnocení tohoto plemene na výstavách příliš důležitá. Co se kresby týče, přípustná je pouze tzv. anglická, neboli měsíčková kresba: peří na většině těla je barevné, bílý je půlměsíc na voleti, břicho, krajní ruční letky a rozety, bílá pírka vyrůstající na ramenou ptáka. Uznané barevné rázy jsou ráz černý, popelavě červený a žlutý, modrý, stříbřitý a červený a žlutý pruhový. Červení a žlutí a červenopruzí a žlutopruzí voláči mají světlý ocas. Kromě toho se chovají norvičští voláči celí bílí.
Chov norvičského voláče je poměrně snadný, je plodný a sám odchovává holoubata.